# Église Saint-Hilaire de Longeville-en-Barrois
L'église Saint-Hilaire est une église catholique située à Longeville-en-Barrois, en France.

## Localisation
L'église est située dans le département français de la Meuse, sur la commune de Longeville-en-Barrois.

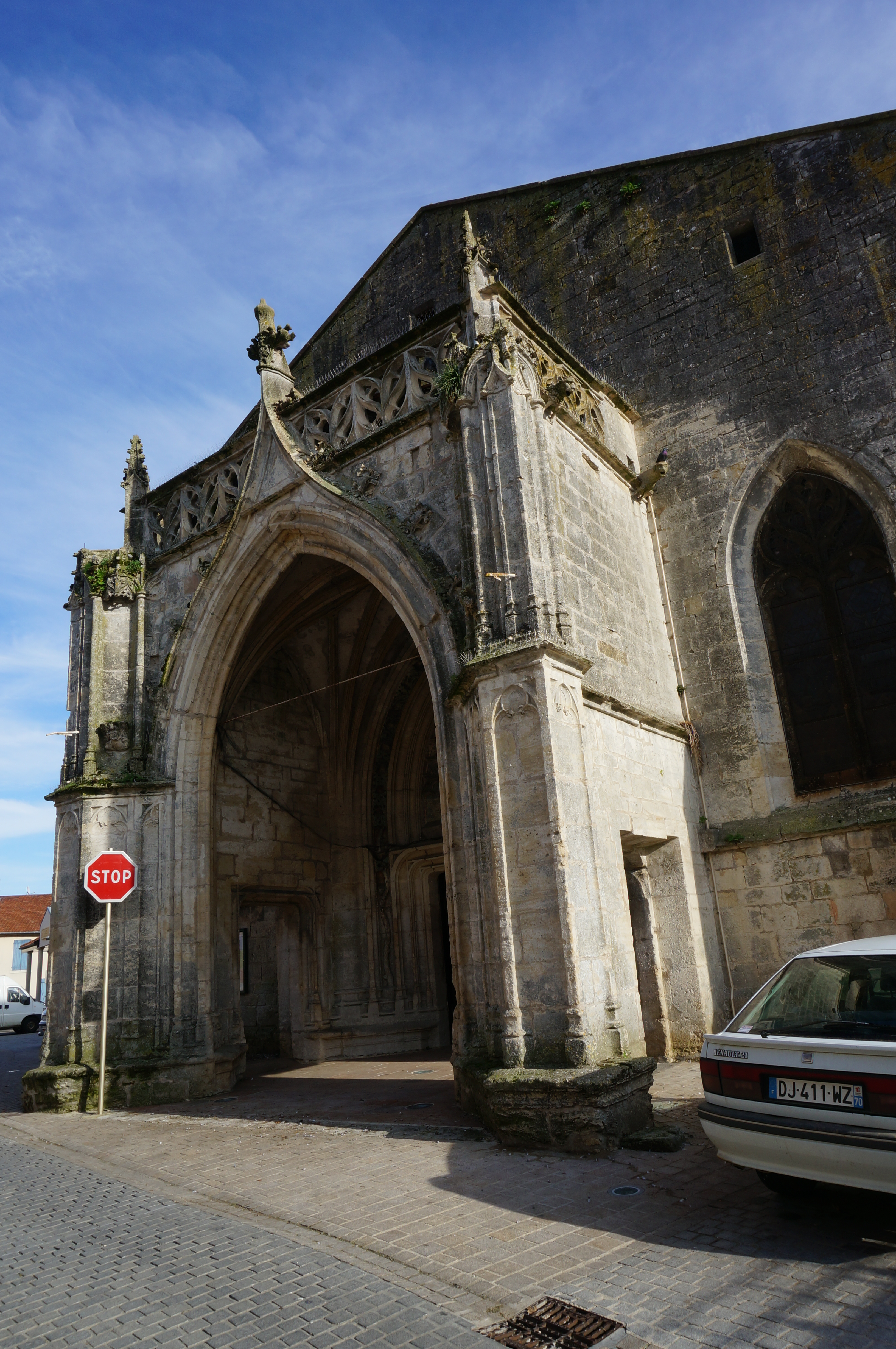
Le porche.

## Description
L'édifice est classé au titre des monuments historiques en 1990 surtout pour son porche Renaissance avec son tympan peint avec sa statue de la Vierge aux raisins. L'intérieur est décoré d'une chaire sculptée, d'un orgue de tribune classé inauguré en 1903 qui est de Charles Didier-Van Caster et d'une statue du martyre de Sébastien . La croisée du transept est surmontée d'un clocher avec horloge et cloches, son extérieur est orné d'une frise de roses et de têtes sculptées. Le chœur fut restauré en 1854.

## Galerie de photographies

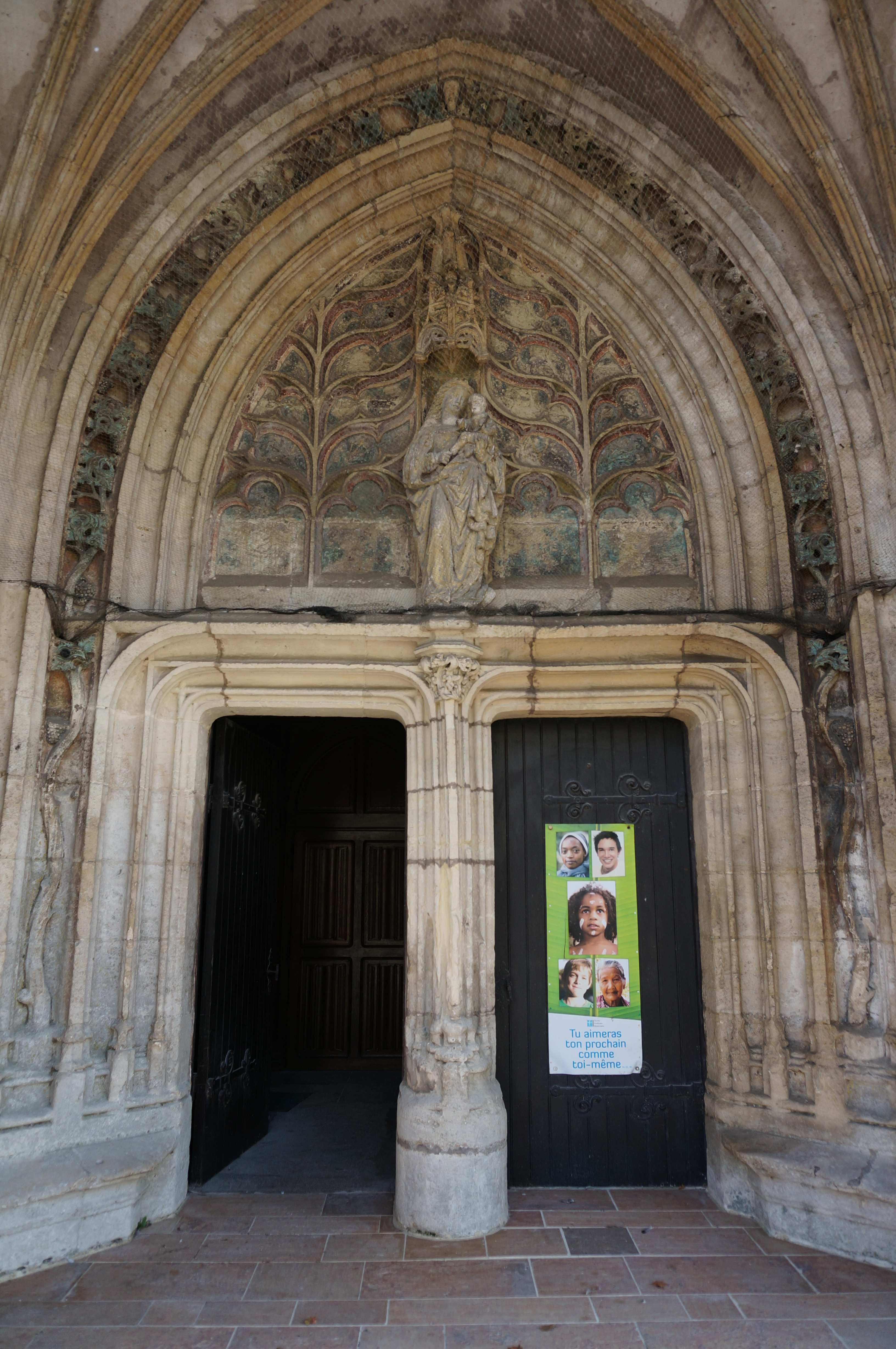
La Vierge aux raisins.
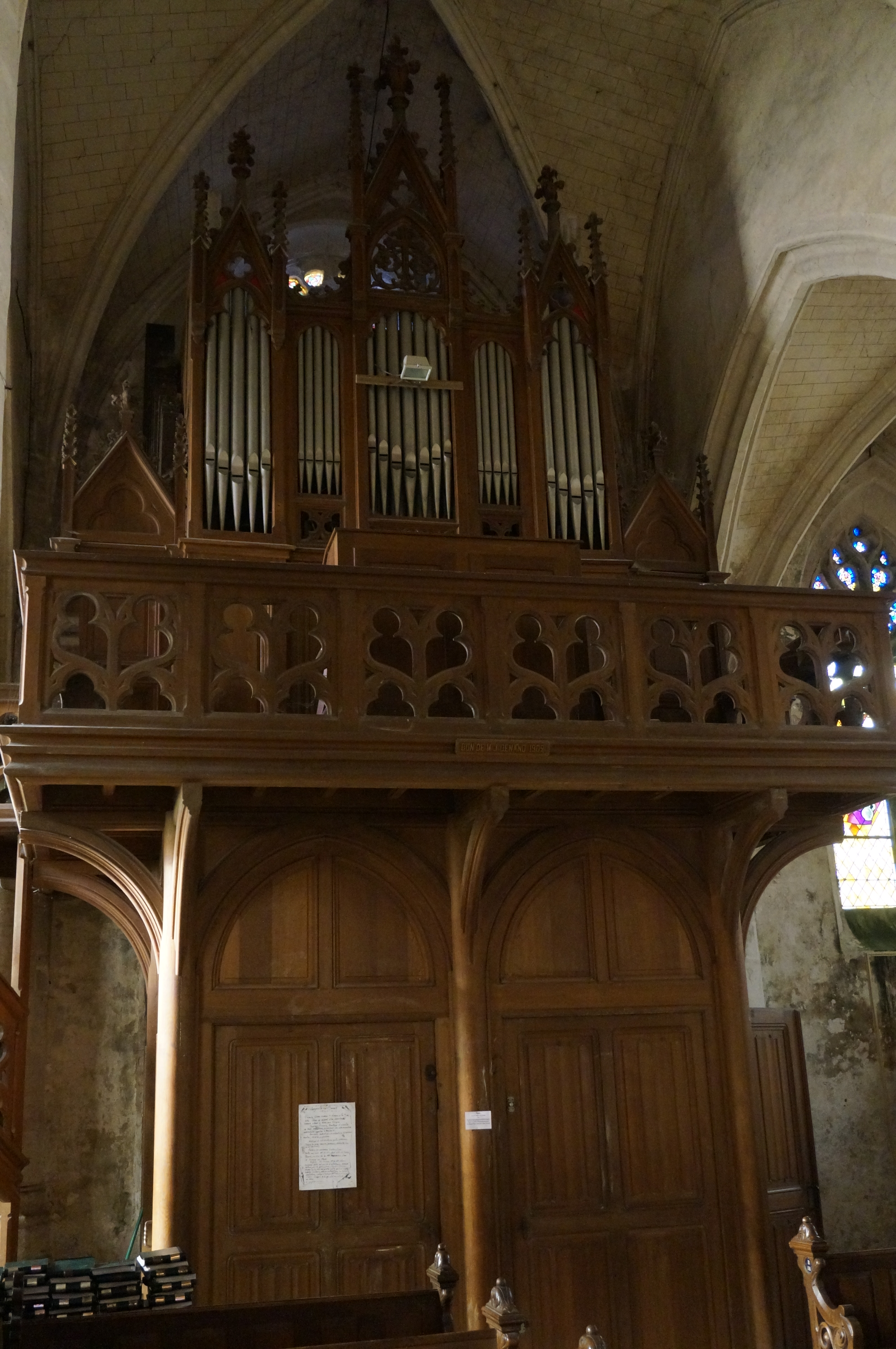
L'orgue et son buffet.
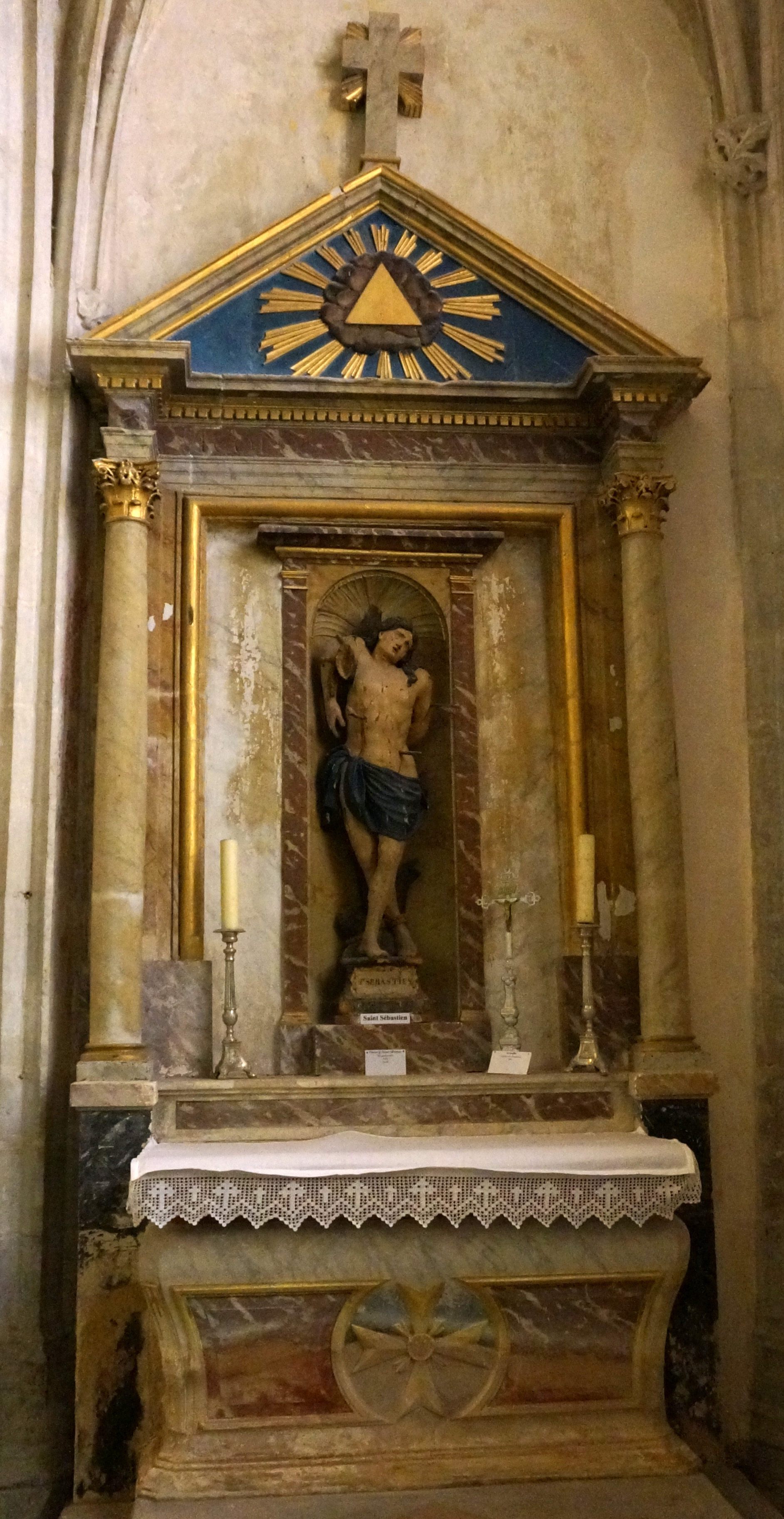
Autel à Sébastien.
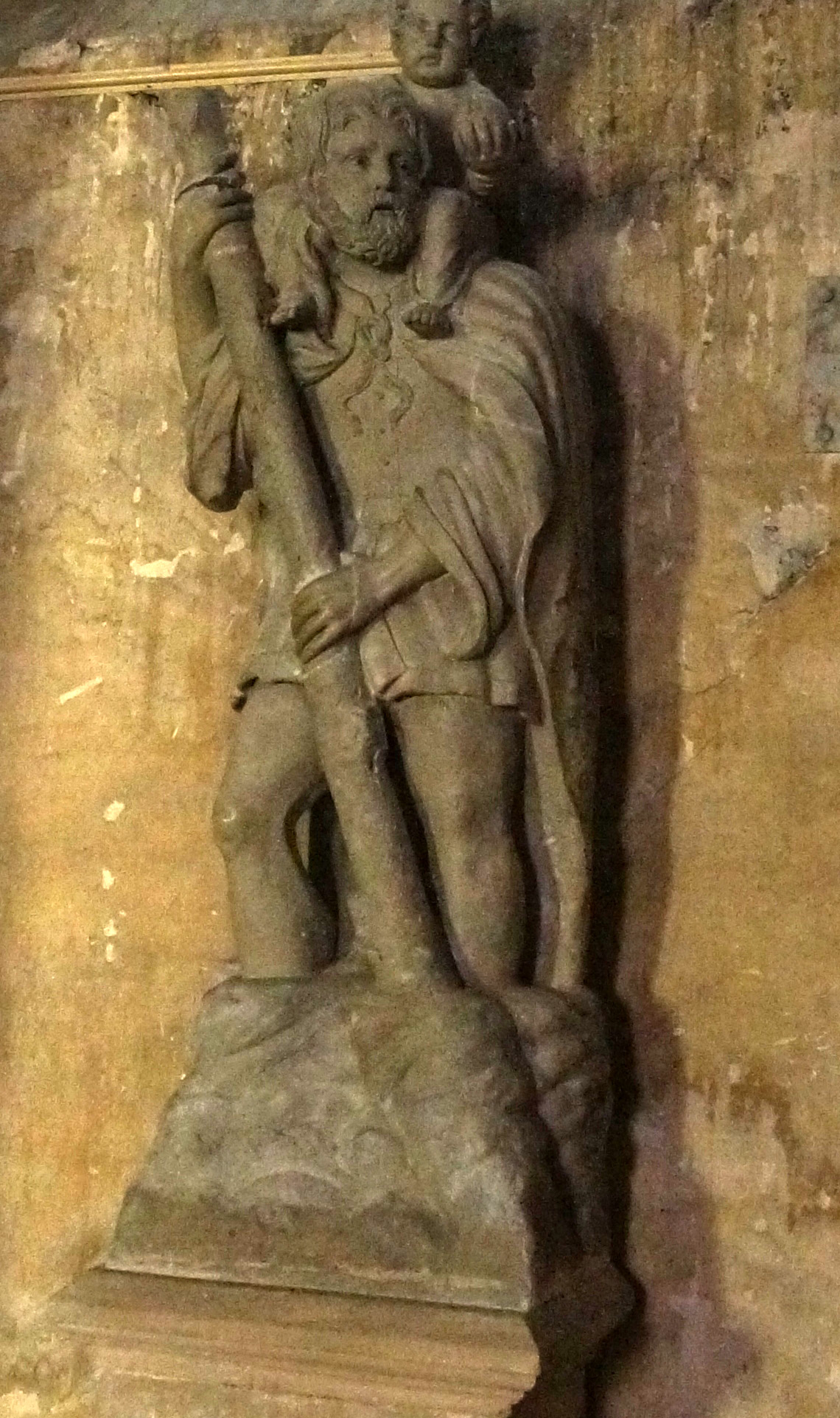
Christophe, protecteur des voyageurs.